# サイバル・チャテルジー
サイバル・チャテルジー（Saibal Chatterjee）は、インドの映画批評家。

## キャリア

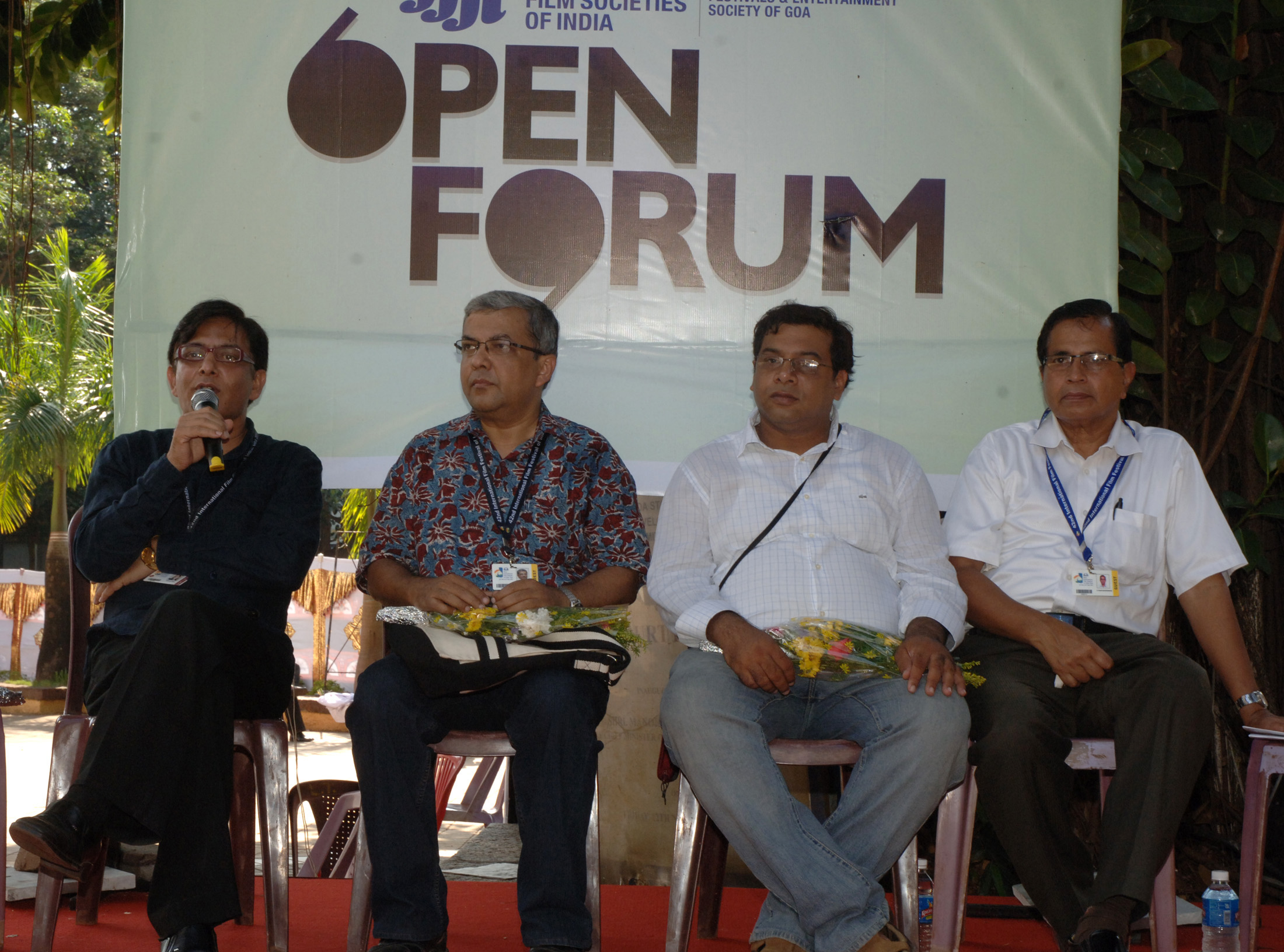
第42回インド国際映画祭に出席するサイバル・チャテルジー（左から2人目）

コラムニストとしてBBCニュース、ビジネス・スタンダード、ヒンドゥスタン・タイムズ、フィナンシャル・エクスプレスで活動した。この他にザ・テレグラフ、ザ・タイムズ・オブ・インディア、アウトルックの編集スタッフ、TVワールドの編集者、ジー・プレミアのコンサルタントも務めた。
現在はニューデリー・テレビジョンを中心に映画批評家として活動している。また、インド映画批評家協会の創設メンバーでもあり、ブリタニカ百科事典の『Encyclopaedia of Hindi Cinema』編集委員会の中心メンバーとして活動した。複数の国際映画祭で審査員を務めており、ポンディシェリー国際映画祭では開催委員長を務めている。

## 受賞歴
- 国家映画賞 映画批評賞（英語版）（2003年）